# Татабы
Татабы, кумоси, кумохи, си, хи (кит. упр. 庫莫奚, пиньинь Kùmò Xī, палл. Кумо Си или Си (奚)) — монголоязычный кочевой народ, проживавший в Маньчжурии по склонам Хингана. Восточнее татабов жили их более известные соседи — кидани, с которыми татабы часто воевали. После создания киданями государства Ляо татабы растворились среди победителей.

## Состав
Делились на пять племён (или аймаков): Жухэчжу (辱紇主), Мохэфу (莫賀弗), Цигэ (契個), Мукунь (木昆), Шидэ (室得). Семья Акуай (阿會) наиболее сильная среди пяти аймаков, многие присоединяются к ним.

## Обычаи
Сходны с тюркютскими, по мнению китайцев нечистоплотны. Отличные охотники. Каждые 1000 человек имеют своего предводителя. Лагерь всегда охраняло не меньше 500 воинов, если кочевали вместе. Налогов не знали, кроме скотоводства, промышляли охотой, сеяли просо, из которого делали кашу. Довольно воинственные, любят набеги и грабеж. В войске 5 полков, во главе полка — сыцзинь (俟斤). Ставка орды примерно в 3000 ли от ставки уйгур. Лошади легко взбираются на горы, овцы чёрные. В VII веке стали называться просто Си (奚).

## История
В китайской исторической традиции считаются потомками дунху, осевшими в горах Уваньшань (烏丸山). Впервые появились в III веке н. э., когда Цао Цао убил их вождя Тадуня (蹋頓). Были разбиты в первой половине IV века Мужун Хуаном, остатки выселились в район нынешнего Чэндэ. При Бэй Вэй приняли наименование Кучжэнь Си (庫真奚). Их единоплеменники образовали союз Юйвэнь. На востоке от них жили кидани, на западе тюрки, на юге кочуют до Байланхэ (白狼河, Лоха-Мурень).
Примерно в 388 году Бэй Вэй Дао У-ди разбил их на южном берегу реки Жошуй. Вэйцы захватили 100 тыс. голов разного скота, но преследовать татабов не стали. Со второй половины V века татабы стали платить дань Бэй Вэй лошадьми и мехом. В 480 году под натиском племени дидоугань бежали в пределы Вэй. В 496 году напали на Аньчжоу, но были отражены. Татабы продолжали жить у границ Вэй, прося разрешить им вести меновую торговлю. Позже наладили связи с Бэй Ци.
В 622 вступили в армию Гао Кайдао (en:Gao Kaidao) и воевали в Ючжоу, но были разбиты Ван Шэнем (王詵). В 629 прислали послов Тан Тай-цзуну и за следующие 17 лет 4 раза привозили дань (или подарки). Во время корейской войны старейшина Сучжи (蘇支) помогал Ли Шиминю. Вскоре Кэдучжэ (可度者) стал вассалом Тан и его аймак стал Жаолэ дудуфу (饒樂都督府, военный округ для некитайцев). Старейшина возглавил шесть округов, стал дуду (都督, командующий), лоуфаньским сяньгуном (樓煩縣公, высокий титул) и получил имперскую фамилию Ли (李). Татабы перешли под имперское управление, надзор за татабами осуществлялся из Иньчжоу (營州) духуфу (都護府).
К 660 Кэдучжэ умер и татабы перестали подчиняться. В 661 армия под командованием Цуй Юйцина (崔餘慶) заставили их покориться без боя. В 669 кидани взбунтовались и татабы заключили союз с тюрками для войны с киданями.
В 712 империя Тан отправила против татабов большую армию. Командовали: главнокомандующий левой гвардией «леса перьев» и Ючоу дуду Сунь Цюань (左羽林衛大將軍幽州都督孫佺), командующий левой «доблестной» гвардией Ли Кайло (左驍衛將軍李楷洛), командующий левой «величаво-грозной» гвардией Чжоу Ити (左威衛將軍周以悌). Всего 120 000 воинов в трёх корпусах. Ли Кайло атаковал татабов Ли Дапу (李大酺), но безуспешно. Пытаясь спасти авангард, Сунь Цюань затеял переговоры с Дапу, сказав, что Кайло действовал самовольно и никто не желал войны. Татабы запросили выкуп и, получив его, атаковали китайцев. Танская армия была полностью разбита; Сунь Цюань и Чжоу Ити попали в плен и были отосланы к Капаган кагану, который отрубил им головы. Китайцы потеряли «несколько десятков тысяч» убитыми.
В 714 Аосу Хайлогай (奧蘇悔落丐) поддался на уговоры, и вступил в танское подданство. Он стал жаолэским цзюньваном (饒樂郡王), гвардейским главнокомандующим (左金吾衛大將軍) и жаолэским дуду, то есть командующим инородческим округом (饒樂都督). Вскоре Ли Дапу, которого уже намеревались женить на знатной китаянке, погиб в сражении с киданями, а его младший брат Лусу (魯蘇) получил невесту брата — царевну Гу'ань (固安公主), титул князи и пост инспектора пограничной армии (兼保塞軍經略大使). Спустя три года Лусу стал чэнским цзюньваном (誠郡王), командующим правой гвардией «ласа перьев» (右羽林衛將軍), также наградили 200 татабских старейшин.
В 730 киданьский Кэтуюй сбросил китайское правление и создал коалицию с татабами и тюрками. Лусу и его жена бежали в Тан. В 732 Кэтуюй был разбит и татабы стали сдаваться. Князя Ли Ши (李詩), который сдался с 5000 юртами, сделали гвардейским командующим (左羽林軍大將軍), дуду округа, и наградили 100 000 отрезов шёлка. Его сын Ян Чун (延寵) после смерти отца восстал, но был замирён Чжан Шоугуем (張守珪). Его приняли обратно наградили новыми чинами и даже выдали знатную девушку, но когда ушли войска, он убил жену и снова восстал.
Китайцы пробовали поставить правителем князя Погу (婆固), но и с ним не было мира. Ань Лушань периодически воевал с татабами. Татабы периодически устраивали набеги совместно с уйгурами и татарами-шивэй.
В 847 Лулун Чжанчжун (廬龍張仲) совершил карательный поход в земли татабов. Он поймал их князя, сжёг 200 000 юрт, прислал в столицу 300 ушей татабских старейшин, 70 000 голов скота, и 500 телег с трофеями.
В конце IX века большая часть татабов была покорена киданями. Старейшина Цюйчжу (去諸) со своим племенем сдался Китаю и поселился в Гуйчжоу (媯州).
Последние татабы смешались с населением Ляо.

## Наследие
Предполагают, что сицинь (en:Xiqin — струнный инструмент, предшественник китайского эрху и монгольского моринхура) был изначально татабским инструментом.